# Hemionitis smithii
Hemionitis smithii là một loài thực vật có mạch trong họ Adiantaceae. Loài này được (Trev.) C. Chr. miêu tả khoa học đầu tiên năm 1905.